# Ґрунтовий корт (фільм)
«Ґрунтовий корт» (фр. Terre battue) — франко-бельгійський фільм 2014 року, перша повнометражна режисерська робота Стефана Демустьє. Світова прем'єра стрічки відбулася 29 серпня 2014 року в рамках Тижня критиків на 71-му Венеційському кінофестивалі 2015 року .

## Сюжет
Жером (Олів'є Ґурме), топ-менеджер, щойно покинув свою компанію. Повний рішучості більше ніколи ні на кого не працювати, він намагається створити свою власну компанію, незважаючи на розбіжність думок з дружиною Лорою (Валерія Бруні-Тедескі). Уґо, їхній 11-річний син, займається тенісом і має шанси стати чемпіоном. Щоб добитися цього, йому потрібно продемонструвати свій талант в Національному спортивному центрі Ролан Гаррос. Так само, як і батько, він готовий на все заради мети. Та згодом Уґо і Жером разом зрозуміють, що не всі засоби хороші на шляху до успіху.

## В ролях
| Олів'є Ґурме          | ···· | Жером   |
| Валерія Бруні-Тедескі | ···· | Лора    |
| Шарль Мер'єн          | ···· | Уґо     |
| Вімала Пон            | ···· | Сільвія |
| Жан-Ів Бертелу        | ···· | Сарді   |

## Визнання
| Нагороди та номінації фільму «Ґрунтовий корт» | Нагороди та номінації фільму «Ґрунтовий корт» | Нагороди та номінації фільму «Ґрунтовий корт»                        | Нагороди та номінації фільму «Ґрунтовий корт» | Нагороди та номінації фільму «Ґрунтовий корт» | Нагороди та номінації фільму «Ґрунтовий корт» |
| Рік                                           | Кінофестиваль/кінопремія                      | Категорія/нагорода                                                   | Номінант                                      | Результат                                     |                                               |
| --------------------------------------------- | --------------------------------------------- | -------------------------------------------------------------------- | --------------------------------------------- | --------------------------------------------- | --------------------------------------------- |
| 2014                                          | 71-й Венеційський кінофестиваль               | Приз Тижня критиків                                                  | Стефан Демустьє                               | Номінація                                     |                                               |
| 2014                                          | Гонконзький кінофестиваль                     | Приз ФІПРЕССІ                                                        | Стефан Демустьє                               | Номінація                                     |                                               |
| 2014                                          | Гонконзький кінофестиваль                     | Приз Приз Всесвітньої католицької асоціації по комунікаціях (SIGNIS) | Стефан Демустьє                               | Номінація                                     |                                               |